# Кипкут
Кипкут (дари کپکوت) — кишлак на северо-востоке Афганистана, в вилаяте (провинции) Бадахшан. Входит в состав района Вахан.

## Географическое положение
Кипкут расположен на северо-востоке Бадахшана, в высокогорной местности, на правом берегу реки Вахандарьи, на расстоянии приблизительно 204 километров к востоку от города Файзабада, административного центра вилаята. Абсолютная высота — 2985 метров над уровнем моря. Ближайшие населённые пункты — кишлак Саргаз (выше по течению Вахандарьи), кишлак Ширк (ниже по течению Вахандарьи).

## Население
На 2003 год население составляло 200 человек (110 мужчин и 90 женщин). Дети в возрасте до 15 лет составляли 45 % от общего количества жителей кишлака. В национальном составе преобладают ваханцы.